# 1126

## أحداث
- مدينة اللاذقية تقدم كجزء من مهر الأميرة أليس ابنة بالدوين الثاني ملك القدس.
- بنو غانية يستقرون بجزر البليار.
- مدينة بياتشنزا تتحول لبلدية حرة وعضو بازا في الرابطة اللومباردية.
- السلطان أحمد سنجر السلجوقي يشن هجوما على الإسماعيليين.
- ريفيرتر الأول يتولى منصب فيكونت كونتية برشلونة.

## مواليد
- أنوري الأبيوردي
- ابن رشد الفيلسوف الأندلسي.

## وفيات
- 6 ديسمبر - ابن رشد الجد، من كبار فقهاء دولة المرابطين.
- تميم بن يوسف بن تاشفين، أمير وقائد عسكري مرابطي.